# Чорнотисів
Чорноти́сів (угор. Feketeardó) — село в Пийтерфолвівській сільській громаді Берегівського району Закарпатської області України.

## Назва
Походить слово Ардов від угорського ERDO – ліс. Поселення, в назві якого є це слово, означає, що тут проживали лісничі, охоронці лісів, єгері та вказує на зв'язок даної місцевості з лісом. Перша частина двочленної назви по-угорськи Fekete (чорний) – дослівно можна перекласти Чорний ліс.
До села належав хутір Гроса.

## Герб
Герб угорського періоду: У срібному щиті зелена виноградна лоза з таким же листям і гронами.

## Історія
Найновіші дослідження, проведені археологами Закарпаття дозволяють чітко визначити основні етапи заселення території села в період мідної доби (1V-111 тисячоліття до, нашої ери.) . Знайдені численні предмети з міді це сокиро-молоти, жіночі прикраси: браслети різних форм, підвіски, наконечники стріл, ножі, серпи та багато інших предметів. Пізніше наступає епоха бронзи, але ця доба менш досліджена. Краще досліджена ранньозалізна епоха, що пов’язана з історією села. За два кілометри від села, а точніше за нижнею хащею, істориком-археологом В. Бідзілею відкрито один з найбільших залізоплавильних центрів 11- 1 століття до нашої ери. (другий у Європі по величині, перший у Польщі). Тут були проведені розкопки і знайдено понад 100 металургійних конгломератів вагою до 80кг кожний і понад 10 залізоплавних горнів . Ці конгломерати виплавлено з болотної руди . Цей металургійний центр побудований був на штучному насипі, бо кругом колись тут були болота з якого брали руду і потім переплавляли на залізо,а потім виготовляли знаряддя праці та зброю. В селі старожили називають це місце мертвим насипом (угорській мові Голот домб) , з якою пов’язана і легенда.
Легенда звучить так:
В період правління угорського короля Матяша тут відбулась велика битва із завойовниками,
які прийшли з Сходу Вона була настільки жорстокою, що на полі бою загинуло тисячі воїнів,
але битву виграли. І тоді, щоб вшанувати пам'ять загиблих, король Матяш наказав зібрати тіла загиблих
воїнів і захоронити в братській могилі з усіма військовими почестями. Воїни виконали наказ короля і над
могилою зробили величезний насип, який нарекли мертвим.
Минали роки, століття і ось одного разу, біля цього насипу пастух пас отару овець, було спекотно
і він вирішив напитись джерельної води, яка витікала з підніжжя насипу , коли він нахилився, щоб напитись,
вода зразу перетворилась в кров, а на поверхні джерела появилась гостра блискуча шабля.
Пастух настільки перелякався, залишив отару і побіг у село та розповів про свою пригоду всім жителям села.
З цього часу люди вважають, що це кров загиблих воїнів, яку охороняє гостра блискуча
шабля і не наближаються до цього місця. Старожили кажуть, що в кожній легенді є доля правди.

Вперше згадується у 1295 році як королівське містечко, а у 1319 році під назвою Ordo. У XIX столітті — торгове містечко Затисянського повіту (округу) Угочанського комітату. Станом на 1826 рік мало 158 дворів і 1304 мешканці. На початку XX століття мало свою символіку — печатку з зображенням виноградної гілки з двома ґронами.
Утворення села відбувалося під час заселення Угочанщини - на початку ХІІІ століття, але в історичних документах згадується лише в 1319 році. В 1355 році отримало королівські привілеї, дія яких поступово припиняється з передачею королем Ардова в 1378 році воєводам Драгу та його брату, а в 1405 році - у володіння баронів Перені.
Поступово село стає звичайним кріпацьким поселенням, за винятком того, що тут проводяться всеугорські ярмарки і те, що село стало місцем для проведення комітатських зборів. Право на проведення ярмарків Чорному Ардову надав король Матяш ІІ на прохання його землевласників Перені – Дьєрдя і Мігая.
Всеугорські ярмарки були прибутковою справа для жителів села. Вони проводилися за графіком 4-5 разів на рік. Останній ярмарок в селі провели 19 березня 1944 року. Потрібно зазначити, що кошти, які надходили у сільську касу, використовувалися дуже раціонально.
Ардов був одним із небагатьох сіл, у якому було взірцево зроблено зливне водовідведення. По всьому селу провели дренажні канави, закриті дірчатим настилом. Система була зроблена з ухилом так, що води самопливом збиралися в болото. В радянські часи під час проведення меліоративних робіт система була знищена, замулилася і засмітилася.
Судячи з назви, засновниками села були охоронці лісів - гайовики. Згідно документів, село увібрало у себе велику кількість госпітів – саксонських колоністів, які у другій половині ХУІІ століття майже непомітно розчинилися в угорсько-русинському середовищі.
Чорний Ардов - поселення із змішаним русинсько-угорським населенням, в якому угорське населення з домінуючого поступово перетворилося на меншину.
Про це свідчать і прізвища платників податків в 1715-1828 роках: Беркі, Бойтош, Чука, Габор, Густі, Югас, Козма, Конолош, Кіраль, Кіш, Нодь, Варга, Анталік, Банік, Білецький, Бесака, Блактур, Букович, Челеняк, Доробратскі, Форчак, Голінко, Гудак, Ірко, Галушка, Костроба, Лівак, Лушак, Мікіта, Новак, Пащур, Петраш, Полянські, Роскопота, Рущак, Семак, Шуба, Талабір, Турда.
В 1717 році під час татарського набігу село зазнало значних втрат – було полонено 66 простолюдинів, із яких повернулося лише 30 чоловік.
Згідно першого Віденського арбітражу, Чорний Ардов відійшов до Угорщини, кордон пролягав між Ардовом і Сасфолу (нині Сасово). Там був облаштований пост, на якому чергували митники та прикордонна стража. Для цього крайню хату, з якої виселили Гавея, облаштували під пост. 15 березня 1939 року, коли угорські війська почали витісняти з Підкарпатської України чехословаків, тут відбувся бій, в якому загинуло 14 угорських розвідників. Їх розстріляли з кулемета. Це ще один епізод боїв (крім описаного поблизу Фанчикова) в чотирьохденній угорсько-чехословацькій війні.
В селі є пам’ятник підпільникам. Цікаво, що для цього використали обеліск, який в 1939 році був встановлений на пам'ять вищезгаданим 14-ти розвідникам. Сталося так, що всі вони були з сусідніх комітатів, тому їх тіла перевезли додому, а пам’ять про них увіковічнили пам’ятником, встановивши на ньому і меморіальну дошку із списком жителів села, які загинули в Першій світовій війні.

## Релігія
Найдревнішою в Ардові є римсько-католицька релігійна громада. В законі 1545 року парохія села згадується серед найвизначніших. Про ардівського пароха згадується у папській десятині 1334 року. Святилище церкви романської епохи було зведено ще у ХІІІ столітті, а готичний неф і вежа – у ХУ. Пізніше церква перейшла до рук реформатів і була повернута католикам лише у 1754 році бароном Жігмундом Перені.
На середину ХІХ століття будова церкви стояла без даху і поступово руйнувалася. Єпископ Мігель Гааш із Сату-Маре припинив подальше спустошення будівлі, встановивши на ній тимчасовий дах. Північну стіну церкви прикрашають цінні фрески ХУ століття. У ризниці та святилищі збереглося старовинне склепіння, а на місці старого обваленого вітражу нефу у 1913 році був встановлений новий вітраж, виготовлений із чеського скла. Початок метричних записів із 1790 року.
У північній стіні невеликих храмів XIV-XV століть в Закарпатті, як правило, вікон взагалі не робили, тому залишалося великий простір для розписів. У храмі в Чорнотисові вся ця стіна була покрита фресками, окремі сцени розташовувалися горизонтальними рядами, так що стіна костьолу нагадувала експозицію сучасної картинної галереї. Фрески костелу сильно постраждали в період реформації в XVI столітті, а через сто років костел був підпалений польськими солдатами. На початку XIX століття буря зірвала з нього дах, і тільки в середині XIX століття він був відремонтований, коли фресками зацікавився Сатмарського єпископ Гаас. Останнє опис фресок, виявлене нами, зроблено угорським мистецтвознавцем Е.Генсльманом в 60-х роках XIX століття. Він пише:
«Від західної сцени залишилися незначні сліди, в східній частині відсутній верхній ряд зображень, в центрі помітні ще дві сцени« Купання Христа в Йордані »і« Чудовий улов »... У нижньому ряду розташовані чотири однакової висоти зображення католицьких святих. Фрески витримані в червоно-коричневих тонах, при повній відсутності зеленого і блакитного. Малюнок їх впевнений, не такі вже й суворий, рух фігур - невимушене, природне, але завжди стримане. Композиція фресок зроблена з вражаючою повнотою. Все це, включаючи і костюми того часу, говорить про те, що вони були створені в кінці XV століття ».
Слід додати, що, судячи з опису Генсльмана, фрески були однотипні з розписами нефа церкви в Горянах і в Кідьоші. Ймовірно, тут працювала одна група майстрів. В даний час вся стіна костьолу в Чорнотисові, де раніше були фрески, Забела. Причиною цьому послужило, найімовірніше, то, що ні в однієї з фігур фресок не збереглося голови. Було б доцільно спробувати знову розкрити, хоча б частково, ці фрески, бо це дуже цікавий пам'ятник готичної живопису XV століття.

Реформатська громада в селі існує з 1615 року. Під час реформації, згідно принципу: якої віри можновладець в таку конфесію автоматично переходять підлеглі йому села і церкви, католицький храм перейшов у підпорядкування реформатів. Під час контрреформації, за панування Перені Жігмонда, церкву повернули католикам.
Після цього реформати почали будувати невелику церкву. На жаль, встановити точну дату її спорудження не вдалося через відсутність документів. Проте достеменно відомо, що в 1870 році вона стала непридатною для використання і була знесена. На її місці була побудована нова кам’яна церква, яка була зведена в 1863-1879-х роках.
У 1969 році зроблено внутрішній ремонт, відновили побілку, завели електрику, перекрили дах. В 1981-1982-х роках церкву капітально відремонтовано ззовні. Стару штукатурку збили до каменю і заново перештукатурили всю будівлю, в тому числі і вежу. Старі дерев’яні вікна поміняли на сучасні з металічними рамами.
Церква Вознесіння Господнього. 1893.
храм Вознесіння Господнього. 1893.
Дерев’яну церкву Вознесіння з вежею, посередньо забезпечену образами, згадано в 1751 р.
Греко-католицька громада в селі згадується в 1751 році під час візиту єпископа М. Ольшавського. В неї була церква Вознесіння з вежею, добре забезпечена образами.
Першим греко-католицьким парохом, про якого є письмові джерела, в селі був у 1691 році Магочі- Мокош Шімон.
У 1775 р. згадують стару дерев’яну церкву з міцних брусів, вкриту старими шинґлами, які вже треба було замінити.
У 1797 р. йшлося про те, що якщо не вдасться домовитися з римо-католиками, яких у селі менше, то слід збудувати нову кам’яну церкву.
Сучасну муровану церкву, яку будували впродовж 12 років, освятили 24 жовтня 1893 р. декан Йосип Бендас молодший, священики Микола Долинай, Андрій Медвецький та Юлій Ільницький. Іконостас та престол вирізьбили в 1896 р. Останній ремонт зроблено в 1987 р.
Місцевий священик Іван Миньо зазнав репресій на початку 1950-х років.

## Населення
Згідно з переписом УРСР 1989 року чисельність наявного населення села становила 2399 осіб, з яких 1150 чоловіків та 1249 жінок.
За переписом населення України 2001 року в селі мешкало 2230 осіб.

### Мова
Розподіл населення за рідною мовою за даними перепису 2001 року:
| Мова       | Відсоток |
| ---------- | -------- |
| українська | 66,80 %  |
| угорська   | 32,75 %  |
| російська  | 0,40 %   |

## Постаті
- Будз Микола Юрійович (1964—2014) — капітан Збройних сил України, герой російсько-української війни.

## Туристичні місця
- храм ХІІІ століття
- храм Вознесіння Господнього. 1893.
- один з найбільших залізоплавильних центрів 11- 1 століття до нашої ери
- Голот домб

## Галерея

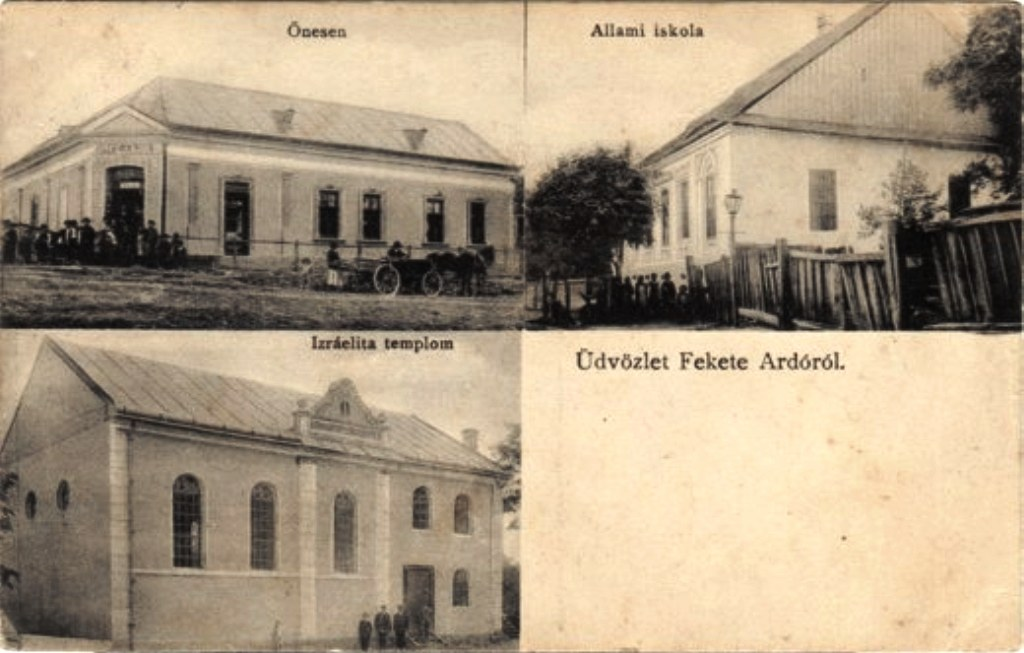
Стара поштівка з зображенням синагоги